# Litevská církev
Litevská církev, také Litevská evangelická luteránská církev (litevsky: Lietuvos Evangelikų Liuteronų Bažnyčia) je luterská církev, působící v Litvě. V roce 2018 měla asi 19 000 členů.
Litevská církev se hlásí k teologii Martina Luthera a luterské reformace. Při bohoslužbě duchovní nosí ornát nebo albu se štolou. V morálních otázkách je konzervativní, avšak ordinuje také ženy.